# Elversele (schip, 1996)
De Elversele is een lpg-gastanker uit de vloot van Exmar, genoemd naar Elversele, een deelgemeente van Temse. 
Het schip meet 29.378 DWT en heeft een capaciteit van 37.450 m³.  Het is gebouwd op de werf van Kawasaki H.I. in Japan in 1996 en vaart onder Luxemburgse vlag. 

## Gegevens
Naam:                           Elversele
Commercieel management:         Exmar
Adres:                          De Gerlachekaai 20
				2000 Antwerpen 1, België
Vlag:				Luxemburg
Thuishaven:			Luxemburg
Roepnaam:			LXEE
IMO nummer			9102203
Classificatiebureau: 	DNV (Det Norske Veritas)
Bruto tonnenmaat:		23519
Netto tonnenmaat:		8052
Suez Bruto tonnenmaat:	        25145,89
Suez Netto tonnenmaat:	        20252,54

## Romp
Lengte over alles:		179 m
Lengte tussen de loodlijnen:	169 m
Extreme breedte:		27,36 m
Extreme diepte:			18,20 m
Zomer diepgang:			11,62 m
Overeenkomstig deplacement:	41006 mt
Leeg schip deplacement:		11628 mt
Afstand kiel – hoogste punt:	46,15 m

## Ladingscapaciteit
Ammoniak op -33,2°C:
Tank 1:   7476 m³
Tank 2:	  10594 m³
Tank 3:	  6744 m³
Totaal:	  24814 m³

## Tankspecificaties
Maximum druk in de haven:   450 mbar
Maximum druk op zee:	    250 mbar
Minimumtemperatuur:	    -48 °C

## Ladingspompen
Type:		Deepwell
Aantal:		2 per tank
Capaciteit:	440 m³ / h
Snelheid:	1785 toeren per minuut
Werkingsdruk:	8,5 bar (NH3)
Locatie:	Weerdek

## Ladingscompressoren
Type:			Olievrije piston compressor
Merk:			Sulzer
Koelingscapaciteit:	509973 Kcal / h
Aantal:			3

## Machinekamer
Hoofdmotor:	 Kawasaki-MAN B&W 5S60MC
Vermogen:		 9200 kW
Type brandstof:	 Residuele brandstof (380 centistokes)
Hulpmotoren:	 Wärtsila 6R20
Aantal:		 3
Vermogen:		 956 kW per hulpmotor
Type brandstof:	 Residuele brandstof (380 centistokes)
Noodgenerator: 	 DEMP/MAN
Vermogen:		 120 kW

## Ballastcapaciteit en ballastpompen
Voorpiek tank:		539,8 m³
Dubbele bodemtanks:	8195,6 m³
Achterpiek tank:	680,1 m³
Totale capaciteit:	9415,5 m³
Ballastpomp:		Centrifugaalpomp
Aantal:			2
Totale capaciteit:	900 m³ / h
Locatie:		Machinekamer
Bediening:		Cargo controlekamer / Machine controlekamer